# Gilsang-myeon
Gilsang-myeon (koreanska: 길상면)  är en socken i landskommunen Ganghwa-gun i provinsen Incheon,  40 km nordväst om huvudstaden Seoul. Gilsang-myeon ligger på den södra delen av ön Ganghwado förutom byn Donggeom-ri som ligger på ön Donggeomdo.